# M/T Šoltanka
M/T Šoltanka je trajekt u sastavu flote hrvatskog brodara Jadrolinije. Izgrađen je 1971. u Kraljevici. Dio je serije tzv. škovacera, u kojoj su još i trajekti: Pelješčanka, Lošinjanka i Krčanka. Svi ti trajekti, pa i Šoltanka su izgrađeni za mala pristaništa gdje veliki trajekti teško pristaju.
M/T Šoltanka je kapaciteta 200 osoba i 30 automobila. Trenutno plovi na liniji Trogir-Drvenik Veli-Drvenik Mali

## Vanjske poveznice
|  | Zajednički poslužitelj ima još gradiva o temi M/T Šoltanka |